# Chandur, Belgaum
Chandur là một làng thuộc tehsil Belgaum, huyện Belgaum, bang Karnataka, Ấn Độ.